# Krahô
Krahô (Craô, Krahó, Kraô, Krão, Karaó, Caraô), pleme američkih Indijanaca iz skupine Istočnih Timbira, naseljeno u Brazilu u državama Maranhão i jugoistoku države Pará i Tocantinsu. Njihove podgrupe su Kenpókateye (300 osoba 1930.) i Mákamekra (100 osoba 1930.). 

## Svečanosti
Najvažnija svečanost im je Wakamye Katamye (Panti; svečanost krumpira); svečanost kukuruza (pônhê); festival wythô i drugi. Selo je kružnog oblika, s kolibama oko središnjeg trga nazivanog  'ka' . Simbol im je sveta kamena sjekira koju nazivaju Khoyré

## Sela
Današnjih 16 sela su: Rio Vermelho, Manoel Alves Pequeno, Cachoeira, Pedra Branca, Macaúba, Pedra Furada, Campos Lindos, Agua Branca, Riozinho, São Vidal, Morro do Boi, Serra Grande, Forno Velho, Santa Cruz i Lagoinha.